# Бруксбэнк, Огаст
Огаст Филипп Хоук Бруксбэнк (англ. August Philip Hawke Brooksbank; род. 9 февраля 2021, Лондон, Великобритания) — член британской королевской семьи, сын принцессы Евгении Йоркской и её мужа Джека Бруксбэнка. Занимает 13-е место в линии британского престолонаследия.

## Биография
25 сентября 2020 года стало известно, что принцесса Евгения Йоркская, за два года до того ставшая женой Джека Бруксбэнка, ждёт ребёнка. 9 февраля 2021 года в госпитале Портланд в Лондоне она родила сына, ставшего девятым по счёту правнуком королевы Елизаветы II и 11-м в линии британского престолонаследия. По состоянию на январь 2025 года занимает 13-ю позицию.  
20 февраля стало известно, что ребёнка назвали Огаст (Август) Филипп Хоук. Второе имя он получил в честь своего прадеда по матери Филиппа, герцога Эдинбургского, третье является традиционным в семье Бруксбэнков, а первое носил принц Альберт, муж королевы Виктории и предок всех Виндзоров. 21 ноября 2021 года мальчика крестили в Королевской часовне всех святых в Виндзорском парке вместе с его троюродным братом Лукасом Тиндаллом. Семья Бруксбэнков жила в коттедже Фрогмор, арендованном у двоюродного брата Евгении принцу Гарри, а в мае 2022 года переехала в Португалию. Известно, что во время визитов в Великобританию она будет останавливаться в коттедже Иви. 30 мая 2023 года у Огаста родился брат Эрнест.
Поскольку отец Огаста формально является простолюдином и не носит титула, ребёнок тоже не получит титул, если только монарх не примет специальное решение на этот счёт.